# Головково (Наро-Фоминский район)
Головково — деревня в Наро-Фоминском районе Московской области, в составе сельского поселения Ташировское. В деревне числится 1 улица — Школьная. Действуют лицей имени Героя России Веры Волошиной, детский сад компенсирующего вида № 45. До 2006 года Головково входило в состав Крюковского сельского округа.
Деревня расположена в западной части района, на правом берегу реки Таруса, примерно в 18 км к северо-западу от города Наро-Фоминска, высота центра над уровнем моря 192 м. Ближайшие населённые пункты — Радчино и Скугорово.
До 1920-х гг. в селе сохранялась одноимённая усадьба, принадлежавшая Клейстам и Ильиным. В юности здесь часто бывал племянник философа Ивана Ильина — М. А. Ильин.
29 ноября 1941 года в селе немецкими оккупантами была казнена советская разведчица Герой России Вера Волошина.

## Население
| 2002 | 2006  | 2010  |
| ---- | ----- | ----- |
| 1511 | ↗1605 | ↗1644 |